# Thamnophilus aethiops
A Thamnophilus aethiops a madarak osztályának verébalakúak (Passeriformes) rendjébe és a hangyászmadárfélék (Thamnophilidae) családjába tartozó faj.

## Rendszerezése
A fajt Philip Lutley Sclater angol ügyvéd és zoológus írta le 1858-ban.

## Alfajai
- Thamnophilus aethiops aethiops P. L. Sclater, 1858
- Thamnophilus aethiops atriceps Todd, 1927
- Thamnophilus aethiops distans Pinto, 1954
- Thamnophilus aethiops incertus Pelzeln, 1868
- Thamnophilus aethiops injunctus Zimmer, 1933
- Thamnophilus aethiops juruanus H. Ihering, 1905
- Thamnophilus aethiops kapouni Seilern, 1913
- Thamnophilus aethiops polionotus Pelzeln, 1868
- Thamnophilus aethiops punctuliger Pelzeln, 1868
- Thamnophilus aethiops wetmorei Meyer de Schauensee, 1945[2]

## Előfordulása
Dél-Amerikában, Bolívia, Brazília, Kolumbia, Ecuador, Peru és Venezuela területén honos. Természetes élőhelyei a szubtrópusi vagy trópusi síkvidéki és hegyi esőerdők. Állandó, nem vonuló faj.

## Megjelenése
Testhossza 17 centiméter, testtömege 23–30 gramm. A hím tollazata sötétkék, kivéve fehér mintás vállát. A tojó tollazata barna.
|  |

## Életmódja
Elsősorban rovarokkal és más ízeltlábúakkal táplálkozik.

## Természetvédelmi helyzete
Az elterjedési területe rendkívül nagy, egyedszáma ugyan csökken, de még nem éri el a kritikus szintet. A Természetvédelmi Világszövetség Vörös listáján nem fenyegetett fajként szerepel.